# Liens de famille au handball
Cet article sur les liens de famille au handball est une liste non exhaustive de personnalités du handball ayant des liens de famille : relations de gémellité, de fratrie, de filiation ou encore relations matrimoniales.
En effet, comme dans d'autres sports, plusieurs membres d'une même famille ont eu des parcours notables en handball.

## Liens de famille

### Relations de filiation
Lorsque les enfants suivent les traces de leurs parents (ils sont nommés en premier) :
- Anić/Anic : Željko et Igor, internationaux yougoslave et français,
- Anquetil : Frédéric et Arthur, international et joueur français,
- Anti : Thierry et Marion, entraîneur et joueuse français,
- Arason/Kristjánsson : Kristján Arason (en) et Gísli Þorgeir Kristjánsson, internationaux islandais,
- Arslanagić : Abas et Maïda, champion olympique yougoslave et internationale croate,
- Bašić : Mirko et Sonja, internationaux yougoslave et croate,
- Bilyk : Serhij (de) et Nikola, internationaux ukrainien et autrichien,
- Bölk : Andrea (de) et Emily, internationales allemandes,
- Borg : Myriam, Lylou et Enola, championne du monde et joueuses françaises,
- Božović : Stanka et Janko, internationaux autrichiens,
- Bulleux : Franck et Chloé, entraîneur et internationale français,
- Carlén : Per et Oscar (de), internationaux suédois,
- Cochard : Jean-Jacques et Hugo, international et joueur français,
- Costa : Ricardo (de), Martim et Francisco, internationaux portugais
- Dentz : Thierry et Edgar, arbitre international et joueur français,
- Derot : Gilles et Théo, internationaux français,
- Dokić : Zoran et Nikola, entraineur yougoslave et joueur bosnien,
- Đorđić : Zoran et Petar, internationaux serbes,
- Dujshebaev : Talant, Alex et Daniel, internationaux espagnols,
- François : Bertrand et Hélène, entraîneur et joueuse français,
- Frécon-Demouge: Laurent, Joëlle, Alizée et Romane, joueur(euses) et entraineur français,
- Gaudin : Christian et Noah, champion du monde/entraîneur et international français[1],
- Golić : Boro et Andrej, internationaux yougoslave et français,
- Hansen : Flemming (de) et Mikkel, internationaux danois,
- Hegh: Hanne et Emilie, internationales norvégiennes,
- Högdahl: Arne, Mia (mère) et Moa, entraîneur norvégien, internationale suédoise et joueuse norvégienne,
- Horaček/Horacek : Vesna et Tamara, internationales croate et française,
- Horvat : Hrvoje et Hrvoje (de), internationaux et entraîneurs yougoslave et croate,
- Houette : Thierry et Manon, président de club et internationale français,
- Iváncsik : Mihály (en), père de Gergő, Tamás et Ádám, internationaux hongrois,
- Jacques : Pascal, Mélinda et Emma, internationaux français et hongrois,
- Karabatić/Karabatic : Branko, Nikola et Luka, international yougoslave et joueurs multi-titrés français,
- Kervadec : Guéric et Ewan, champion du monde et joueur français,
- Knorr : Thomas et Juri, internationaux allemands,
- Koudinov : Vassili et Sergueï, internationaux russes,
- Krakowski: Jean-François et Nicolas, président de club et joueur français,
- Kretzschmar : Peter (de), Waltraud et Stefan, internationaux allemands,
- Kurtović/Kurtovic : Marinko et Amanda, entraîneur croate et internationale norvégienne,
- Licu : Ghiță et Robert, internationaux roumains,
- Mahé : Pascal et Kentin, champions du monde français,
- Manaskov : Pepi et Dejan, internationaux yougoslave et macédonien,
- Minevski : Andreï (de), Svetlana (mère) et Shenia, international soviétique / biélorusse, championne du monde soviétique / biélorusse et internationale allemande,
- Mocsai : Lajos et Tamás, entraîneur et joueur hongrois,
- Möller : Peter (de), Simon et Felix (de), joueur et internationaux suédois,
- Mørk : Tirill et Nora, Thea, joueuse et internationales norvégiennes[2],
- M'Tima : Christian et Jeffrey, joueurs français[3],
- Nachevski : Dragan et Gjorgji, arbitres internationaux macédoniens,
- Nenadić : Velibor (de), Petar et Draško, handballeurs yougoslave et serbe,
- Nyberg : Robert et Katja, joueur/entraîneur finlandais et championne olympique/européenne norvégienne,
- Obradović : Ljubomir (en) et Marija (en), entraineur international et internationale serbes,
- Pytlick/Bogetoft : Jan, Berit (da), Camilla (da) et Simon, entraîneur et joueurs danois,
- Prandi/Servier : Raoul, Mézuela et Elohim, internationaux français,
- Portes : Maurice et Alain, internationaux français,
- Portner : Zlatko et Nikola, internationaux yougoslave et suisse,
- Rac : Sandor et Miroslav, entraîneur et joueur serbes,
- Remili : Kamel et Nedim, joueur/directeur général de club et international français,
- Resende : Carlos et Joana (en), internationaux portugais,
- Richardson : Jackson et Melvyn, internationaux français,
- Rivera : Valero et Valero, entraîneur et joueur champions du monde espagnols,
- Rnić : Momir et Momir, champion du monde/olympique yougoslave et international serbe,
- Rubin : Martin et Lenny, internationaux suisses,
- Sagosen : Erlend et Sander, internationaux norvégiens,
- Saurina : Patricia (d) et Guillaume, dirigeante et joueur français,
- Schwenker : Hinrich (de) et Uwe, internationaux allemands,
- Spincer : Maxime, Christophe et Angélique, joueurs/entraîneurs et internationale français,
- Terzi : Pierre et Léa, entraîneur de club/préparateur physique de l'équipe de France féminine et joueuse français,
- Tłuczyński : Zbigniew (de) et Tomasz (de), internationaux polonais,
- Viakhirev(a) : Victor, Anna et Polina, entraîneur, championnes olympiques russes[4].
- Wiegert : Ingolf (de) et Bennet (de), internationaux (est-)allemands,

### Relations de fratrie

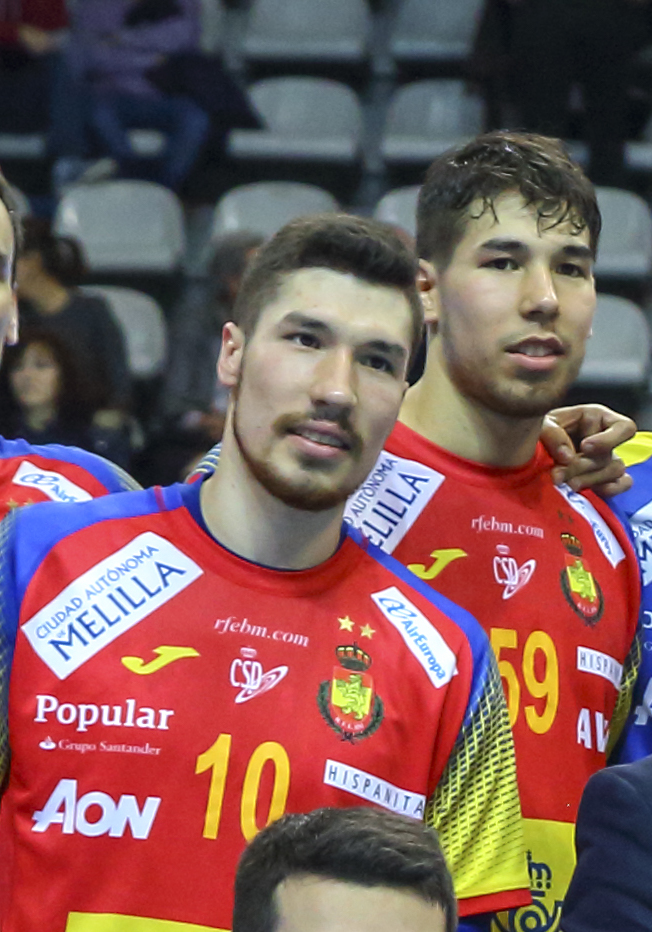
Alex et Daniel Dujshebaev, internationaux espagnols.

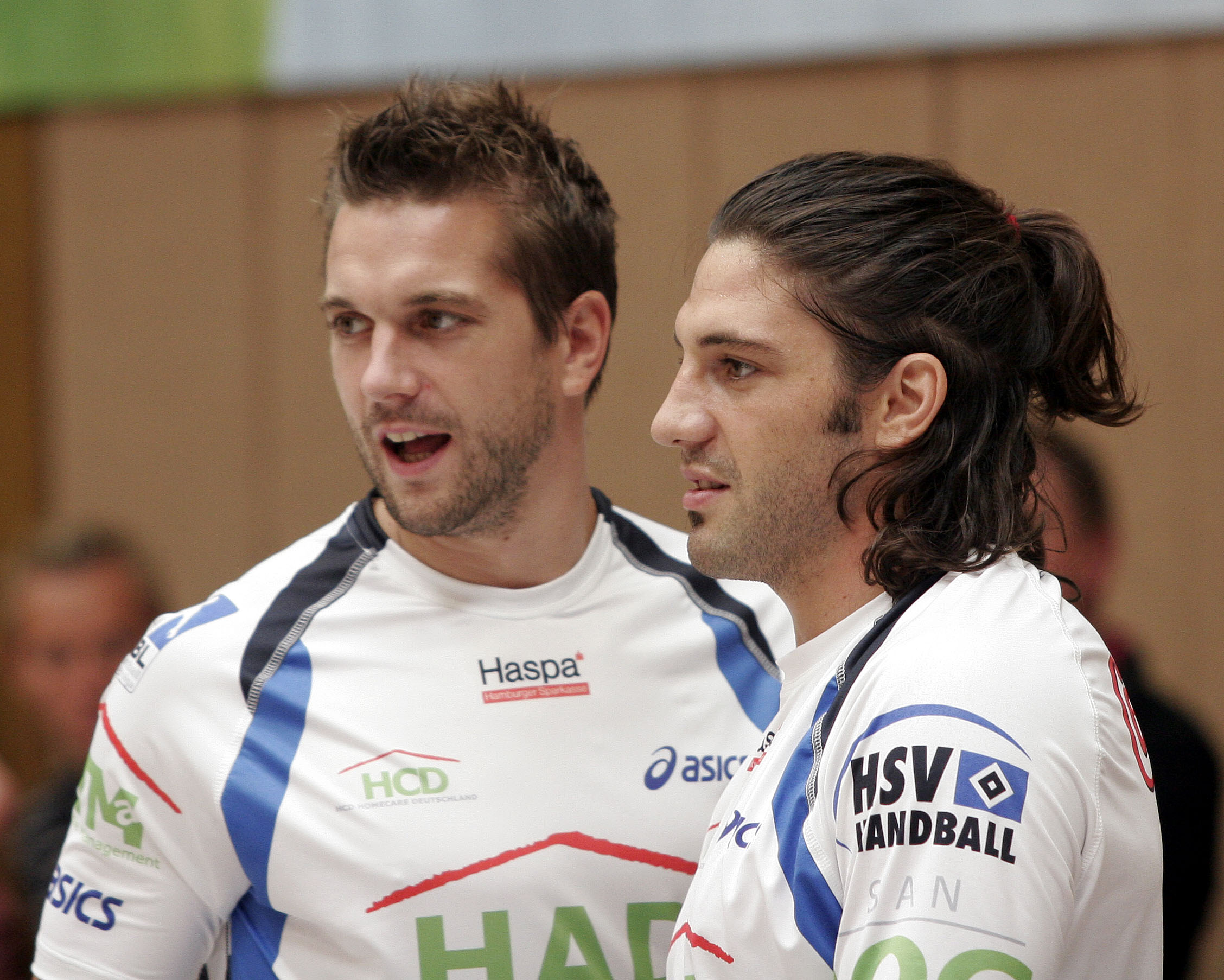
Guillaume et Bertrand Gille, champions olympiques français,.

Des frères et sœurs célèbres (classés par âge) :
- Aguinagalde : Julen et Gurutz (es), internationaux espagnols,
- Amorim : Eduarda et Ana (en), internationale brésiliennes,
- Anquetil : Frédéric et Grégory, internationaux français,
- Bataille : Mathieu et Benjamin, joueurs français,
- Bouzerar : Farouk et Azzeddine, internationaux algériens,
- Bredal Oftedal : Stine et Hanna, internationales norvégiennes,
- Briffe : Benjamin et Romain, international franco-américain et joueur français,
- Cañellas : Joan et Marc, internationaux espagnols,
- Cathiard : Simone, Marie-Claire, Suzanne et Georgette, joueuses françaises[5]
- Claire: Nicolas, Adrien et Etienne, joueurs français,
- Chehbour : Omar et Riad, internationaux algériens,
- Costa : Martim et Francisco, internationaux portugais,
- Čutura : Dalibor et Davor, internationaux serbes,
- Derot : Jean-Louis et Gilles, internationaux français,
- Dujshebaev : Alex et Daniel, internationaux espagnols,
- El-Deraa : Yehia et Seif, internationaux égyptien,
- Entrerríos : Alberto et Raúl, champions du monde espagnols,
- Esteki : Allahkaram (en) et Sajjad (en), internationaux iraniens,
- Faluvégi : Rudolf et Dorottya, internationaux hongrois,
- Fernández : Juan Pablo (es) et Federico Gastón, internationaux argentins,
- Feuchtmann : Emil (en), Erwin, Harald (en) et Inga, internationaux chiliens,
- Frécon-Demouge : Alizée et Romane, joueuses françaises,
- Frey : Noëlle (de), Lisa (de) et Rachel, internationales suisses,
- Gasmi : Karim et Raouf, arbitres internationaux français,
- Gębala : Tomasz et Maciej (en), internationaux polonais,
- Gérard : Vincent et Yvan, international et joueur français,
- Germain : Jean-Michel et Philippe, entraîneur national et internationaux français
- Gille : Guillaume, Bertrand et Benjamin, internationaux français,
- Hedin : Robert et Tony (de), internationaux suédois,
- Ilić : Nemanja et Vanja, internationaux serbes,
- Iváncsik : Gergő, Tamás et Ádám, internationaux hongrois,
- Iversen : Rikke et Sarah, internationales danoises,
- Jallouz : Wael et Tarak, internationaux tunisiens,
- Jelili : Mounir et Mohamed (en), internationaux olympiques tunisiens,
- Jensen : Jesper et Trine, internationaux danois,
- Jilsén : Björn et Pär (en), champion du monde et international suédois,
- Joli : Guillaume et Florent, champion du monde et joueur français,
- Joseph-Mathieu : Christelle et Stella, internationales françaises,
- Jurecki : Bartosz et Michał, internationaux polonais,
- Karabatic : Nikola et Luka, champions olympiques français,
- Karačić : Ivan (en) et Igor, internationaux bosnien et croate,
- Kiala : Luísa et Marcelina, internationales angolaises,
- Kristiansen : Veronica et Jeanett, championne du monde et joueuse norvégiennes,
- Landin Jacobsen : Niklas et Magnus, champions du monde danois,
- Lassource : Coralie et Déborah, championnes du monde françaises][6],
- Lelarge : Christian et Jean-Claude, internationaux français puis arbitres internationaux
- Lerus : Laïsa et Laura, internationales françaises,
- Lijewski : Marcin et Krzysztof, internationaux polonais,
- Løke : Frank, Heidi et Lise, internationaux norvégiens,
- Mabrouk : Ashraf (en), Hazem (en), Hussein (en), Belal (en), Ibrahim et Hassan, internationaux égyptien,
- Marroux : Olivier et Guillaume, international et joueur français,
- Mamelund : Erlend, Håvard et Linn-Therese, international, entraîneur et joueuse norvégiens,
- Minne : Nicolas et Aymeric, joueurs français,
- Mugoša : Ljiljana et Svetlana, championnes olympiques yougoslaves,
- Nenadić : Velibor (de) (père des deux suivant) et Marko, handballeurs yougoslaves,
- Nenadić : Draško et Petar, internationaux serbes,
- Pizarro : Federico et Ignacio, internationaux argentins,
- Pytlick : Jan et Hanne, entraîneur et joueuse danois,
- Richard : Michel, René et Christian, joueurs et dirigeants de l'US Ivry ;
- Riegelhuth : Linn-Kristin et Betina, championnes du monde norvégiennes,
- Richard : Michel, René et Christian, joueurs et dirigeants de l'US Ivry ;
- Rutenka : Siarhei et Dzianis, internationaux biélorusses,
- Salinas : Rodrigo et Esteban (en), internationaux chilien,
- Seck : Abdul Aziz, Cheikh et Douta, internationaux sénégalais[7]
- Sellenet : André et Bernard, internationaux français,
- Simonet : Diego, Sebastián et Pablo, internationaux argentins,
- Siti : Beáta et Eszter (en), championnes d'Europe hongroises,
- Skube : Sebastian et Staš, internationaux slovènes,
- Smits : Inger et Kay, internationaux hollandais,
- Šprem : Goran et Lovro (de), champion du monde et international croates,
- Tłuczyński : Andrzej (pl) et Zbigniew (de), internationaux polonais,
- Toft Hansen : René et Henrik, champions olympiques danois,
- Tollbring : Cassandra et Jerry, internationaux suédois,
- Ugalde : Antonio et Cristian, internationaux espagnols,
- Urdiales : Alberto et Santiago, internationaux espagnols,
- Valčić : Tonči et Josip (en), champion du monde et international croates,
- van Olphen : Sanne et Fabian (de), internationaux hollandais,
- Vukčević : Marina et Olivera, internationale et joueuse monténégrines,
- Viakhireva  : Polina (Kouznetsova) et Anna, championnes olympiques russes,
- Yoon : Kyung-shin et Kyung-min, internationaux coréens,
- Zuzo : Semir et Sedin, international et joueur français,
- Žvižej : Luka et Miha, internationaux slovènes.

#### Relations de gémellité

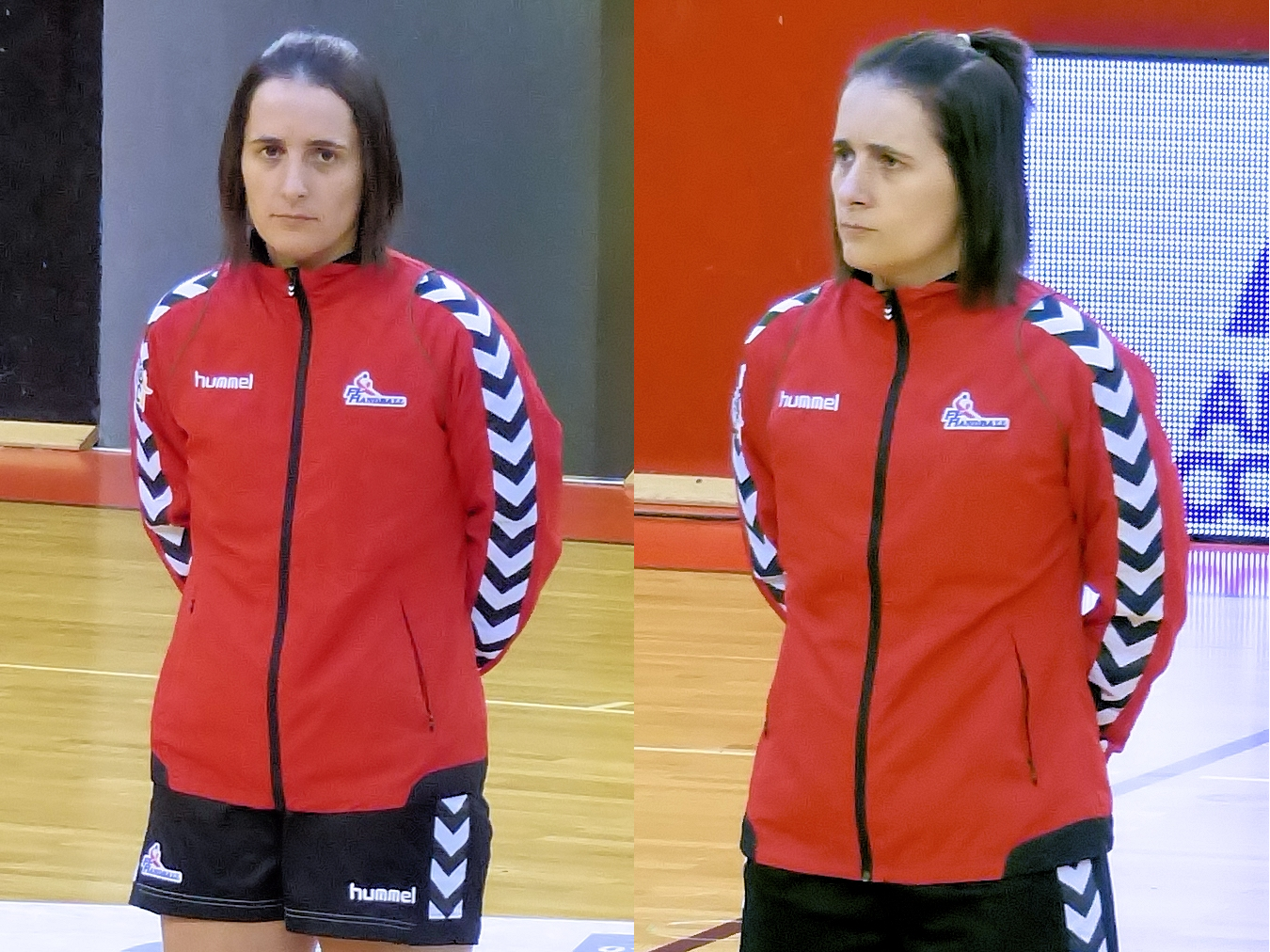
Charlotte et Julie Bonaventura, arbitres internationales françaises.

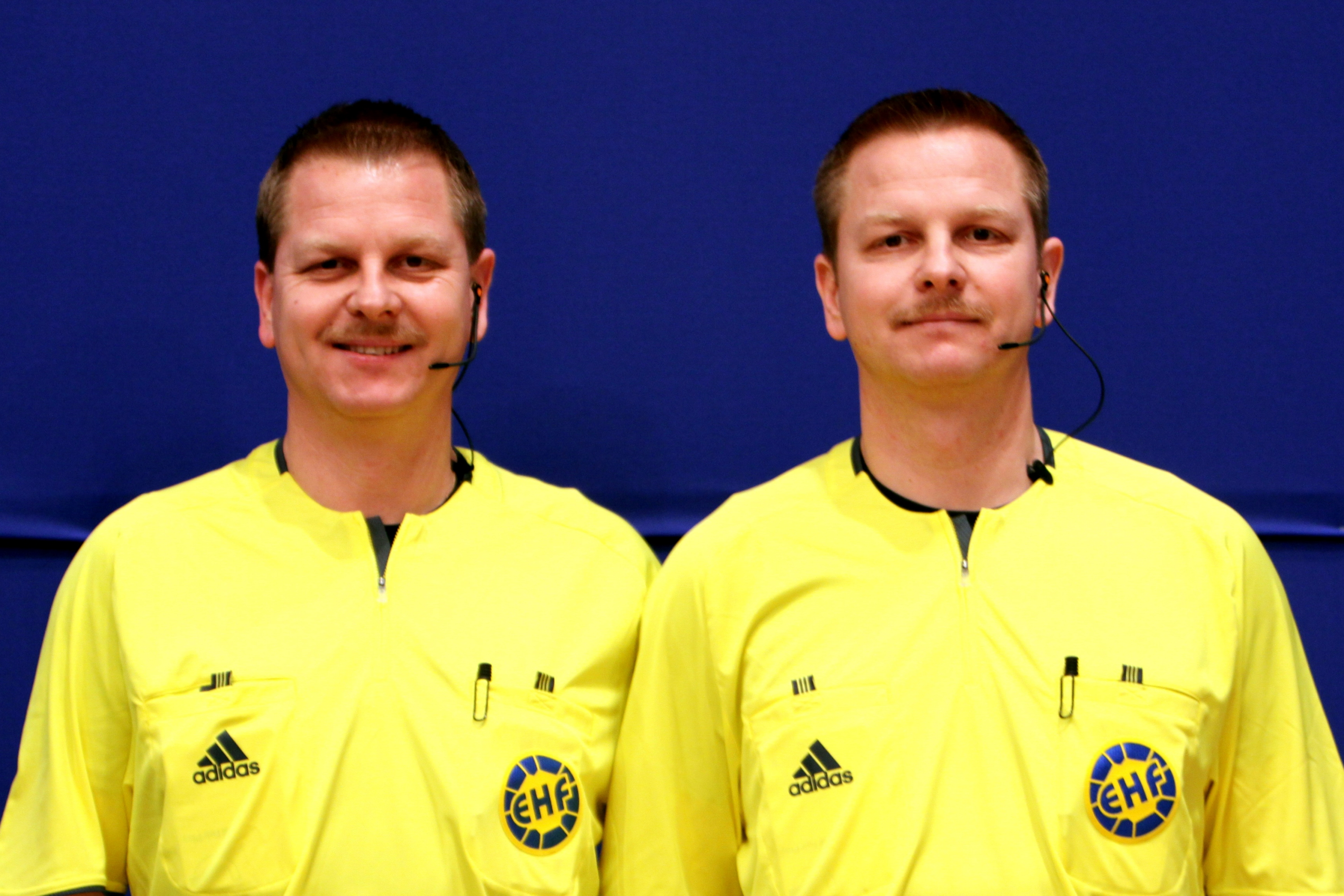
, arbitres internationaux allemands.

Parmi ces frères et sœurs célèbres, on trouve même quelques jumeaux ou jumelles :
- Bonaventura : Charlotte et Julie, arbitres internationales françaises ;
- Borg : Lylou et Enola, internationales françaises,
- Burić : Benjamin et Senjamin, internationaux bosniens ;
- Cathiard : Marie-Claire et Suzanne, joueuses françaises[5]
- Dupoux : Jean-Pierre et André, international brésilien et joueur français ;
- Guardiola : Gedeón et Isaías (es), champion du monde et joueur espagnols ;
- Hermann : Alexander et Maximilian, internationaux autrichiens ;
- Jilinskaïté : Victoria et Iana, championne du monde et internationale russes ;
- Kanor : Orlane et Laura, championne du monde et joueuse françaises ;
- Lunde : Kristine et Katrine, championnes du monde et olympiques norvégiennes ;
- Methe : Bernd et Reiner (en), arbitres internationaux allemands, accidentellement décédés ensemble ;
- Mørk : Nora et Thea, internationales norvégiennes ;
- Nyokas : Kévynn et Olivier, champions du monde français ;
- Omeyer : Thierry et Christian, champion du monde et ancien joueur français ;
- Pinedo : Eli et Patricia (en), internationales espagnoles;
- Roth : Michael et Ulrich, internationaux allemands ;
- Solberg : Sanna et Silje, championnes du monde norvégiennes.

### Relations matrimoniales
Joueurs et joueuses mariés :
- Bauer : Thomas Bauer et Laura Magelinskas (de), internationaux autrichiens
- Borsos : Attila Borsos et Edina Szabó, international et entraîneuse hongrois
- Burić : Senjamin Burić et Sonja Bašić, internationaux bosnien et croate
- Christiansen : Lars Christiansen et Christina Roslyng international et championne olympique danois
- Dibirov : Timour Dibirov et Irina Poltoratskaïa, international et championne du monde russes
- Eduardo : Vivaldo Eduardo et Marcelina Kiala, entraîneur et internationale angolais
- Ege : Steinar Ege (de) et Lene Andersen, international et joueuse norvégiens
- Fruensgaard : Jeppe Fruensgaard (da) et Line Daugaard, joueur et championne olympique/du monde danois
- Goksør-Bjerkrheim : Svein Erik Bjerkrheim et Susann Goksør, internationaux norvégiens
- Győri : Mátyás Győri (en) et Viktória Győri-Lukács, internationaux hongrois
- Haagen : Søren Haagen (de) et Hanne Pytlick, international et joueuse danois
- Hamann-Boeriths : René Hamann-Boeriths (da) et Conny Hamann, internationaux danois
- Hammerseng-Edin : Anja Edin et Gro Hammerseng, internationales norvégiennes
- Högdahl : Arne Högdahl et Mia Hermansson-Högdahl, entraîneur et internationale suédois
- Jacques-Szabo : Pascal Jacques et Mélinda Szabo, internationaux français et franco-hongroise
- Jomaas : Geir Jomaas et Birgitte Sættem, internationaux norvégiens
- Jørgensen : Klavs Bruun Jørgensen et Rikke Hørlykke, international/entraineur et championne olympique/d'europe danois
- Karlsson : Lukas Karlsson (de) et Ida Bjørndalen, international suédois et internationale norvégienne
- Kastratović  : Zoran Kastratović (en) et Indira Jakupović (en) entraîneur monténégrin et internationale macédonienne
- Klein : Dominik Klein et Isabell Nagel, internationaux allemands
- Kretzschmar : Peter (de) et Waltraud, champions du monde allemands
- Krumbholz : Olivier Krumbholz et Corinne Zvunka, entraîneur et joueuse français
- Mamelund : Erlend Mamelund et Karoline Næss, internationaux norvégiens
- Martínez Chávez : Patricio Martínez Chávez (es) et Alexandra do Nascimento, international chilien et championne du monde brésilienne
- Minevski : Andrej Minevski (de) et Svetlana Minevskaïa, international biélorusse et championne du monde russe
- Nagy : Kornél et Ivett Nagy (en), internationaux hongrois
- Oh : Oh Yong-ran et Kang Il-koo (en), internationaux sud-coréens
- Prandi/Servier : Raoul Prandi et Mézuela Servier, internationaux français
- Petrenko: Dmitriy Petrenko et Anna Sen, joueur et internationale russes
- Pytlick : Jan Pytlick et Berit Bogetoft, entraîneur et internationale danois
- Riegelhuth Koren : Einar Riegelhuth Koren et Linn-Kristin Riegelhuth Koren, internationaux norvégiens
- Rivera : Valero Rivera et Marion Anti, championne du monde espagnol et joueuse française
- Romero : Iker Romero et Laura Steinbach, joueur espagnol et joueuse allemande
- Saurina : Guillaume Saurina et Camille Ayglon-Saurina, internationaux français
- Spellerberg : Bo Spellerberg et Louise Svalastog, internationaux danois
- Szöllősi : Szabolcs Szöllősi (en) et Szandra Zácsik, internationaux hongrois
- Toft Hansen : Henrik Toft Hansen et Ulrika Ågren, champion olympique danois et internationale suédoise
- Tourtchyne : Ihor Tourtchyne et Zinaïda Tourtchyna, entraîneur et championne olympique soviétiques
- Wilbek : Ulrik Wilbek et Susanne Munk Lauritsen, entraîneur et joueuse danois
- Žiūra : Vytautas Žiūra et Gorica Aćimović, internationaux lituanien et bosnienne, tous deux naturalisés autrichiens.

### Autres relations
- Thierry Anti est le beau-père par alliance de Valero Rivera ;
- Natália Bernardo est la demi-sœur de Luísa Kiala et Marcelina Kiala, toutes trois internationales angolaises ;
- Sara Breistøl, internationale norvégienne, est la cousine[8] de Kristine Breistøl, joueuse norvégienne ;
- Brahim Boudrali, ancien international et ancien sélectionneur algérien, est l'oncle d'Hichem Boudrali, international algérien ;
- Stanka Božović (née Mugoša) est la cousine de Ljiljana Mugoša et de Svetlana Antić (née Mugoša) ;
- Hugo Brouzet est le fils d'Olivier Brouzet, international de rugby à XV ;
- Patrick Cazal, entraîneur français, est le parrain du joueur français Melvyn Richardson[9] ;
- Stéphane Cordinier, international français, est le père du basketteur français Isaïa Cordinier ;
- Jean-Louis Derot, joueur français, et Christian Gaudin, champion du monde français, sont les oncles de Théo Derot ;
- Jean-Pierre Etcheverry était le frère de l'acteur Robert Etcheverry ;
- Ludovic Fabregas, international français, est le frère cadet d'Alexandre Fabregas, champion du monde de vélo trial ;
- Andrej Golić, champion du monde français d'origine yougoslave, est le cousin de Nebojša Golić, international yougoslave[10] ;
- Mathieu Grébille est l'arrière-petit-fils de Roger Michelot, champion olympique de boxe en 1936 ;
- Isabelle Gulldén, internationale suédoise, est la nièce de Christer Gulldén (de), international suédois de lutte gréco-romaine ;
- Marko Kopljar est le beau-frère par alliance de Domagoj Duvnjak, tous les deux internationaux croates ;
- Mónika Kovacsicz est la cousine de Szandra Zácsik, toutes deux internationales hongroises ;
- Corinne Krumbholz est la fille de Georges Zvunka, ancien footballeur professionnel ;
- Dika Mem, joueur français, est le frère de Lens et Jordan Aboudou, joueurs de basket-ball professionnels ;
- Claudine Mendy, internationale française, est la belle-sœur par alliance de Milena Raičević, internationale monténégrine ;
- Dragan Mladenović, international yougoslave, est le père de la tenniswoman française Kristina Mladenovic ;
- Irfan Smajlagić, international / entraîneur croate est l'oncle de Damir Smajlagić joueur français.
- Laura Steinbach, internationale allemande est la fille de l'allemand Klaus Steinbach, champion du monde de natation 4x200 nage libre ;
- Trine Troelsen, internationale danoise est la cousine[11] de Morten Vium, joueur danois ;
- Volker Zerbe est l'oncle de Lukas Zerbe (de), tous les deux internationaux allemands.

## Patronymie
Certaines personnes portant le même patronyme sans lien de famille (proche) :
- Andersen : Anja, Kristine, Kjerstin et Bjørg, championne olympique/du monde danoise, championne olympique/d'europe danoise et internationales norvégiennes
- Andersson : Kent-Harry, Kim, Magnus et Matthias, entraîneurs et/ou joueurs suédois
- Bašić : Mirko, Edin et Sonja, champion olympique yougoslave, joueur bosnien et joueuse croate
- Bulatović : Katarina, Anđela et  Nina (en) championnes d'Europe et internationale monténégrines
- Frey : Noëlle (de), Lisa (de), Rachel et Sonja, internationales suisses et autrichienne
- Gunnarsson : Róbert, Arnór Þór et Bjarki Már (de) internationaux islandais
- Hansen : Mikkel, Pernille, Anne Mette, Jette et Espen Lie, internationaux danois et international norvégien
- Horaček : Vesna et Václav, joueuse croate et arbitre international tchèque
- Hornyák : Ágnes, Dóra et Péter (en), internationaux hongrois
- Horvat : Hrvoje et Zlatko, internationaux yougoslave et croate
- Klikovac : Andrea et Bobana (en), internationales monténégrines
- Jovanović : Marija et Ana, championne d'europe monténégrine et joueuse serbe
- Jørgensen : Jan, Lars, Line et Stine, internationaux danois
- Kovács : Péter et Anna (en), internationaux hongrois
- Kristiansen : Veronica, Kristina et Simon Westh (de) , championne du monde norvégienne et internationaux danois
- Nagy  : László, Kornél, Anikó (en) et Marianna, internationaux hongrois et internationale hongro-autrichienne
- Nikolić : Julija, Nenad, Ratko (de) et Željka, internationale macédonienne, arbitre international et internationaux serbes
- Olsson: Mats et Staffan, internationaux suédois
- Pavićević : Biljana et Ivona (en), internationales monténégrines
- Popović : Jelena, Nebojša, Bojana,   Andrijana (en) et Mirko, internationaux serbe, yougoslave, monténégrines et joueur serbe
- Prokop : Gunnar et Christian (de), entraîneur autrichien et joueur/sélectionneur allemand
- Rasmussen : Kim (en) et Lars (en), entraîneur national et champion d'Europe/entraîneur danois
- Sigurðsson : Guðjón Valur et Dagur internationaux islandais
- Solberg : Glenn, Sanna et Silje, internationaux norvégiens
- Štochl : Petr et Richard (de), internationaux tchèque et slovaque
- Stojković : Rastko et Dušan, international et arbitre international serbes
- Vukčević  : Marina et Sara (en), internationales monténégrines